# Arenosetella panamensis
Arenosetella panamensis is een eenoogkreeftjessoort uit de familie van de Ectinosomatidae. De wetenschappelijke naam van de soort is voor het eerst geldig gepubliceerd in 1981 door Mielke.